# Takuba

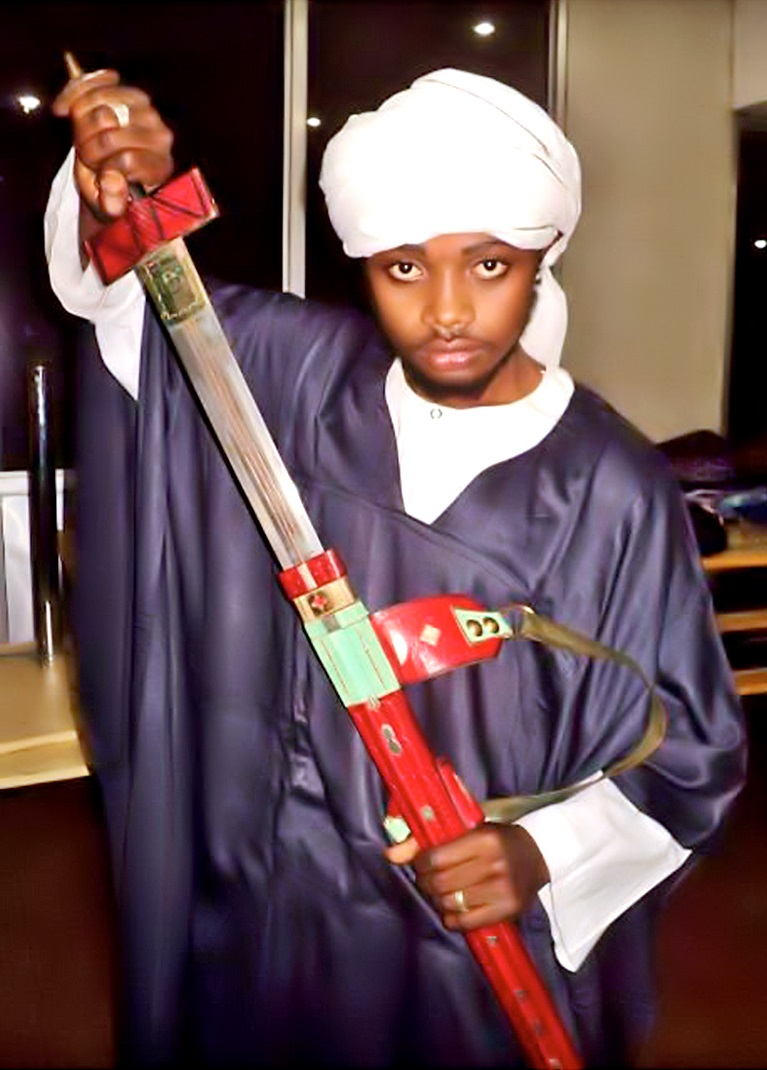
Un hombre maliense exhibiendo un takuba.

La Takuba (también takoba o takouba) es una espada ampliamente utilizada en el Sahel por grupos étnicos como los tuareg, los hausa y los fulbe. Normalmente mide un metro de longitud. Las hojas son rectas y con doble filo, con la punta muy aguda; pueden incluir tres o más surcos hechos a mano y redondeados.
Como los tuaregs tienen aversión a tocar el hierro, la guarnición de la takoba, como muchas herramientas de hierro, está completamente cubierta. Típicamente, la protección simple, pero profunda, es de chapa de hierro o de madera chapada de hierro, cubierta de cuero trabajado, y de vez en cuando revestida de latón o plata; la empuñadura también suele estar cubierta a menudo de cuero, pero el pomo siempre es de latón o cobre, a veces hierro o plata. Alternativamente, la empuñadura entera puede estar revestida de latón o plata. La vaina está hecha de cuero elaborado. Se han observado variaciones geográficas en la forma de la empuñadura, pero no se ha establecido una tipología rigurosa. Las variaciones en la calidad de la hoja y los accesorios en takubas, probablemente reflejan la riqueza de sus propietarios.
Hay mucho debate sobre si la takuba fue utilizada solo por imúšaɣ (la clase guerrera) o si podía ser llevada por vasallos.
Como mucha artesanía de los tuaregs, la takuba era manufacturada por la casta de los ìnhæd'æn (singular énhæd'), distintos de los imúšaɣ y poseedores de una lengua secreta propia, el Ténet.